# Форостина Оксана Віталіївна
Оксана Віталіївна Форостина (1 травня 1978, Львів) — українська журналістка, письменниця, перекладачка і видавниця. Наприкінці 2015 року під власним видавничим брендом ТАО видала український переклад біографії Ілона Маска «Ілон Маск. Tesla, SpaceX і шлях у фантастичне майбутнє». У 2016 році стала співзасновницею видавництва Yakaboo Publishing.

## Життєпис
Учасниця Несторівської групи, член українського PEN. З 2016 до 2018 року входила у редакційну раду Eurozine. Член Наглядової ради Інституту стратегії культури (Львів).
Була відповідальною редакторкою часопису «Критика» та проекту «Критичні рішення» (до 2015).
Статті та есе також публікувалися у виданнях Eurozine, Visegrad Insight, The Interpreter, Transit, Res Publica Nowa, Dwutygodnik, Gazeta Wyborcza. Одна з авторів збірки What does Ukraine Think (European Council on Foreign Relations, London, 2015) за редакцією Ендрю Вілсона.
Переклала з англійської мови популярну історію єврейського та українського народів на українських землях авторства Павла-Роберта Маґочія та Йоханана Петровського-Штерна «Євреї та українці. Тисячоліття співіснування» (вид-во Валерія Падяка, 2016), «Це не пропаганда» Пітера Померанцева (Yakaboo Publishing, 2020).
У жовтні 2014 року увійшла у Топ-100 інноваційних лідерів New Europe 100— рейтинг, який укладали журнал Res Publica Nowa, компанія Google та газета Financial Times. 2017 року увійшла у рейтинг «Топ-100 Людей культури України» журналу «Новое время».
Публікувалася у виданнях «Критика», «Новое время», Esquire (українське видання), «Дзеркало тижня», «День», «Власть денег», «Ї», Eurozine, Visegrad Insight, The Interpreter, Transit, Res Publica Nowa, Dwutygodnik, Gazeta Wyborcza.
З 2006 року займалася журналістикою як фрилансер, статті публікувалися зокрема у виданнях BusinessWeek, Transitions Online, The Ukrainian Observer, згодом працювала у проектах брендінґу та розробки комунікаційних стратегій у консалтинговій компанії pro.mova.
Авторка роману «Duty Free» (Кальварія, 2012).
Народилася у Львові. 2000 року закінчила Львівський університет, у 1997—1998 рр. працювала в газеті «Молода Галичина». З 1998 по 2002 була прес-секретарем мистецького об'єднання «Дзиґа», водночас, у 2000—2002,— виконавчим продюсером FM-станції «Радіо Ініціатива», одного з медіа-проектів «Дзиґи».
2003 року повернулася в журналістику, висвітлювала українську політику у щоденній «Львівській газеті», а згодом стала місцевою репортеркою радіо «Голос Америки».
Мешкає у Києві.